# 1574

## Родени
- 6 май – Инокентий X, римски папа

## Починали
- 21 април – Козимо I Медичи,
- 30 май – Шарл IX, крал на Франция
- 26 юни – Джорджо Вазари, италиански художник и архитект